# Phalotris tricolor
Phalotris tricolor är en ormart som beskrevs av Duméril, Bibron och Duméril 1854. Phalotris tricolor ingår i släktet Phalotris och familjen snokar. Inga underarter finns listade i Catalogue of Life.
Denna orm förekommer i Bolivia, Paraguay, kanske i angränsande regioner av Brasilien samt i norra och centrala Argentina. Habitatet utgörs av savannlandskapet Gran Chaco samt av torra skogar. Arten besöker även betesmarker. Honor lägger ägg.
Beståndet hotas regionalt av skogsröjningar. Hela populationen antas vara stor. IUCN kategoriserar arten globalt som livskraftig.